# Disa schlechteriana
Disa schlechteriana är en orkidéart som beskrevs av Harry Bolus. Disa schlechteriana ingår i släktet Disa och familjen orkidéer. Inga underarter finns listade i Catalogue of Life.